# Mea culpa (religion)
 Der er for få eller ingen kildehenvisninger i denne artikel, hvilket er et problem. Du kan hjælpe ved at angive troværdige kilder til de påstande, som fremføres i artiklen.

 For alternative betydninger, se Mea culpa. (Se også artikler, som begynder med Mea culpa)
Mea culpa (dansk: Min skyld) er en frase eller en del af en bøn på latin fra den katolske syndsbekendelse, Confiteor.
I bønnen erkender individet sin skyld over for Gud med ordene Mea culpa, mea culpa, mea maxima culpa – min skyld, min skyld, min meget store skyld.